# Hagenbach-Bischoff-Verfahren

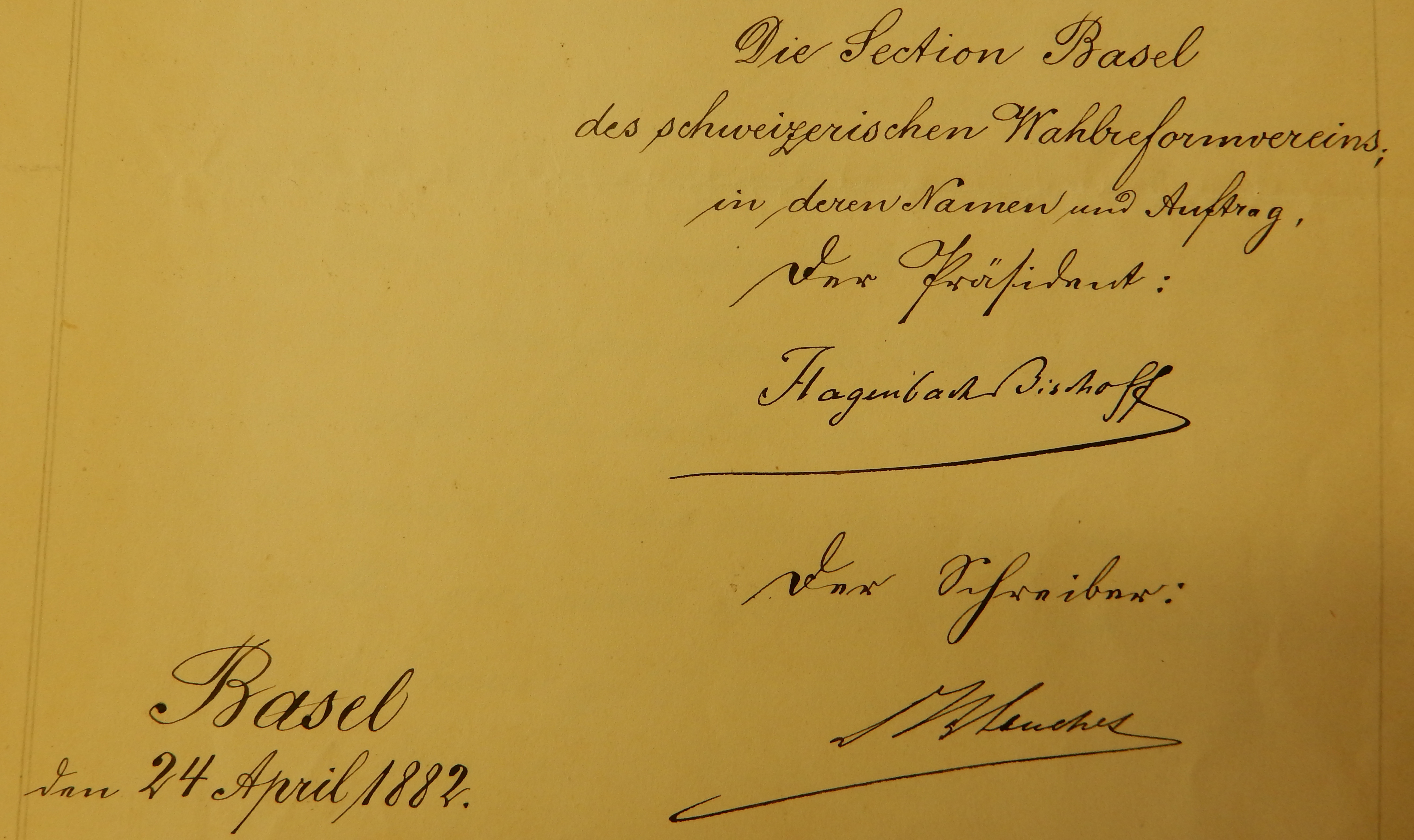
Unterschrift von Hagenbach-Bischoff als Präsident der Sektion Basel des Schweizerischen Wahlreformvereins

Das Hagenbach-Bischoff-Verfahren ist eine Methode der proportionalen Repräsentation (Sitzzuteilungsverfahren), wie sie z. B. bei Wahlen mit dem Verteilungsprinzip Proporz (siehe Verhältniswahl) benötigt wird, um Wählerstimmen in Abgeordnetenmandate umzurechnen. Das Hagenbach-Bischoff-Verfahren ist ein vom Schweizer Physiker Eduard Hagenbach-Bischoff (1833–1910) entwickelter Algorithmus des D’Hondt-Verfahrens. Diese Art der Beschreibung des D’Hondt-Verfahrens findet sich u. a. im Schweizer Bundesgesetz über die politischen Rechte (SR 161.1, Art. 40 f.), das bei den Nationalratswahlen Anwendung findet. Aufgrund ihrer Berechnungsschritte, nach denen wie bei Quotenverfahren im ersten Schritt jeder Partei Sitze entsprechend ihrer abgerundeten Quote zugeteilt und danach die verbleibenden Restsitze verteilt werden, wird sie auch als Quasi-Quotenverfahren bezeichnet.
1. Schritt: Grundverteilung
Die Anzahl aller bei der Wahl abgegebenen gültigen Stimmen wird durch die Anzahl der zu vergebenden Sitze+1 geteilt. Das auf die nächste ganze Zahl erhöhte Ergebnis bildet die Verteilungszahl (auch Wahlzahl). Jeder Partei bzw. Liste werden so viele Sitze zugeteilt, wie die Verteilungszahl ganzzahlig in ihrer Stimmenzahl enthalten ist. Für die Sitzzahl einer Partei gilt also:
{\displaystyle {\text{Sitzzahl}}=\left\lfloor {\frac {\text{Stimmenzahl}}{\left\lfloor {\frac {\text{Gesamtstimmenzahl}}{{\text{Gesamtsitzzahl}}+1}}+1\right\rfloor }}\right\rfloor }
2. Schritt: Wenn noch ein Sitz zu vergeben ist:
Für jede Partei wird der Quotient {\displaystyle \textstyle {\frac {\text{Stimmenzahl}}{{\text{bereits zugeteilte Sitze}}+1}}} berechnet und der nächste Sitz der Partei mit dem größten Quotienten (Höchstzahl) zugeteilt.
3. Schritt: Wenn noch ein Sitz zu vergeben ist, wird der 2. Schritt wiederholt.

usw.

## Beispiel
Angenommenes Wahlergebnis:
```
Zu verteilende Sitze: 10
```

```
Partei  Stimmen
 A      4160
 B      3380
 C      2460
```

Schritt 1: Grundverteilung
Verteilungszahl = (4160+3380+2460)/(10+1) = 10000/11 aufgerundet = 910
(Im Falle eines ganzzahligen Quotienten wird dieser um 1 erhöht.)
```
A: 4160/910 = 4.57 nach unten gerundet = 4
B: 3380/910 = 3.71 nach unten gerundet = 3
C: 2460/910 = 2.70 nach unten gerundet = 2
```

D. h., im ersten Schritt werden 4+3+2=9 Mandate verteilt.
Schritt 2: Berechnung der Höchstzahlen für den nächsten Sitz
```
A:  4160/5 = 832
B:  3380/4 = 845 (höchste Zahl)
C:  2460/3 = 820
```

Den nächsten (letzten) Sitz erhält Partei B.
```
Verteilung: A:4 - B:4 - C:2
```